# ادلی، بنین
ادلی، بنین (به لاتین: Adeli, Benin) در بنین است که در donga department واقع شده‌است.